# Dziecinne pytania
Dziecinne pytania – polski film obyczajowy z nurtu kina moralnego niepokoju wyreżyserowany przez Janusza Zaorskiego. Premiera obrazu odbyła się w 1981 roku.
Film kręcony w Warszawie, Pułtusku i Bielsku-Białej (Fabryka Samochodów Małolitrażowych).

## Obsada
- Adam Ferency – Miś
- Mirosław Konarowski – Kazik
- Agnieszka Mandat-Grąbka – Sylwia
- Cezary Morawski – Wojtek
- Krzysztof Zaleski – Romek
- Wojciech Alaborski – Wasiak
- Grażyna Górska(inne języki) – Sandra – Stefania
- Gabriela Kownacka – Bożena
- Andrzej Seweryn – Bogdan
- Halina Łabonarska – Jagoda
- Marek Kondrat – Wilczuk
- Gustaw Holoubek – profesor
- Andrzej Grabarczyk – Maciek z tv
- Zbigniew Zapasiewicz – więzień
- Małgorzata Zajączkowska – dziewczyna
- Marcin Troński – członek ochrony dygnitarza
- Elżbieta Borkowska-Szukszta
- Aleksandra Leszczyńska
- Ryszard Pracz
- Bogusław Sar
- Andrzej Siedlecki
- Zdzisław Szymborski